# Charlotte Sophie Henriette Meyer
Charlotte Sophie Henriette Meyer (* unbekannt; † 2. März 1837 in Berlin) war eine deutsche Mörderin. Sie war die letzte Person, die in Berlin öffentlich hingerichtet wurde.
Meyer hatte im Jahr 1836 ihren Ehemann ermordet, indem sie ihm im Schlaf die Kehle durchschnitt. Hintergrund war, dass sie mit ihrem Liebhaber zusammenleben wollte. Nachdem sie dieser Tat überführt worden war, wurde sie zum Tode verurteilt.
Am 2. März 1837 wurde Meyer auf dem sogenannten Galgenberg, dem heutigen Gartenplatz in Wedding durch Rädern hingerichtet, indem der Henker Hansen ihr – unter dem Johlen der versammelten Zuschauermenge – mit einem schweren Wagenrad von den Füßen aufwärts alle Gliedmaßen zertrümmerte („mit dem Rad von unten herauf vom Leben in den Tod befördert“). Zuvor war sie – da sie Widerstand leistete – mit einer Kuhhaut zur Hinrichtungsstätte geschleift worden. Es handelte sich hierbei um die letzte öffentliche Vollstreckung der Todesstrafe in Berlin.
Noch im selben Jahr erschien der bei L.W. Krause veröffentlichte Druck Das Verbrechen und die Hinrichtung der Charlotte Sophie Henriette Meyer, in Versen dargestellt... Einer urbanen Legende Berlins zufolge geht die Mörderin Meyer an jedem letzten Freitag im Monat als Gespenst um, das die Sebastianskirche umwandert.